# سپاه سیدالشهدا
سپاه سیدالشهدا یا سپاه سیدالشهدا استان تهران یگان نظامی امنیتی و از سپاه‌های استانی زیرمجموعه سپاه پاسداران انقلاب اسلامی است، که به‌عنوان سپاه دوم استان تهران شناخته می‌شود و کلیه مناطق استان تهران، به جز شهر تهران را پوشش می‌دهد. این یگان در فروردین‌ماه ۱۳۶۱ در خلال جنگ ایران و عراق تحت عنوان تیپ ۱۰ سیدالشهدا شکل گرفت و نخستین فرمانده آن محسن وزوایی بود. سپاه سیدالشهدا در سال ۱۳۸۷ در پی اجرای طرح تغییرات ساختاری و تشکیل سپاه‌های استانی، به‌عنوان سپاه دوم استان تهران تأسیس شد. ستاد فرماندهی این سپاه در شهر ری مستقر می‌باشد. در حال حاضر سرتیپ‌دوم پاسدار قربان‌محمد ولی‌زاده فرماندهی سپاه سیدالشهدا را برعهده دارد.

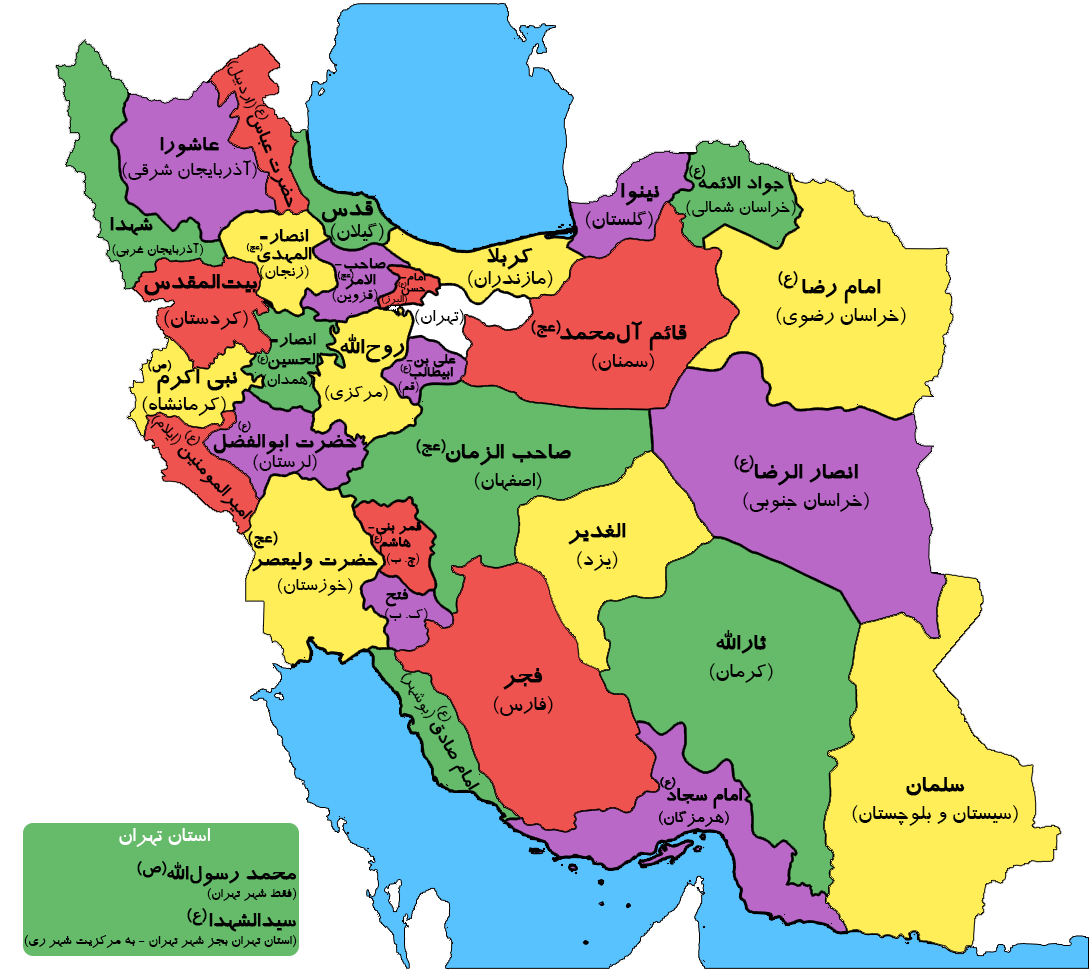

## تاریخچه
پیش‌درآمد این سپاه، تیپ ۱۰ سیدالشهدا بود، که در جریان جنگ ایران و عراق حضور داشت. تیپ ۱۰ سیدالشهداء که در اوائل فروردین ماه سال ۱۳۶۱ با عنوان تیپ ۲۱۰ سیدالشهدا توسط محسن وزوایی و با حکم داوود کریمی بنیان‌گذاری گردید، به پیشنهاد احمد متوسلیان فرمانده وقت تیپ محمد رسول‌الله و به دلیل ضرورت‌های عملیات بیت‌المقدس، با این تیپ ادغام شد. این دو تیپ ادغام‌شده، عملیات بیت‌المقدس را با موفقیت به انجام رساندند. پس از کشته‌شدن محسن وزوایی در عملیات بیت‌المقدس و اسارت احمد متوسلیان در لبنان، ضرورت تشکیل یک تیپ مستقل رزمی باعث گردید، در شهریور ۱۳۶۱ تیپ ۱۰ سیدالشهدا با استعداد ۴ گردان با نام‌های گردان علی‌اکبر، علی‌اصغر، قمر بنی هاشم و قاسم راه‌اندازی شود و علیرضا موحد دانش، کاظم رستگار و مصطفی نکولعل آزاد نیز مأمور شکل‌دهی ساختار لشکر شده و فرماندهی آن نیز به علیرضا موحد دانش سپرده شد.

## ماموریت‌ها
لشکر ۱۰ سیدالشهداء در حدود ۴۶ مأموریت آفندی و پدافندی در طول جنگ ایران و عراق انجام داده، که از مهم‌ترین آنها می‌توان به عملیات‌های زیر اشاره نمود:
1. عملیات بیت‌المقدس (فتح خرمشهر)
2. عملیات والفجر مقدماتی
3. عملیات خیبر
4. عملیات بدر
5. عملیات والفجر ۸
6. عملیات کربلای ۴
7. عملیات کربلای ۵
8. عملیات کربلای ۸
9. عملیات بیت‌المقدس ۲
10. عملیات بیت‌المقدس ۶
11. عملیات غدیر
12. دفاع سراسری[۱۱]

## قرارگاه
این سپاه در میدان سپاه کرج مستقر بود و با جدایی کرج از استان تهران، به شهر ری انتقال یافت و هم‌اکنون همه مناطق استان تهران به جز شهر تهران را پوشش می‌دهد و شامل همه پایگاه‌های بسیج در استان تهران (به جز شهر تهران) می‌شود. سپاه دیگر استان تهران، سپاه محمد رسول‌الله است، که مسئولیت امنیتی شهر تهران را برعهده دارد و زیر نظر قرارگاه ثارالله عمل می‌کند.
لشکری مجزا نیز در استان البرز با نام لشکر عملیاتی ۱۰ حضرت سیدالشهدا، در کرج تأسیس و قرارگاهش به شمال حصارکِ کرج، منتقل شد.

## فرماندهان
در خلال تغییر ساختار سپاه پاسداران و تشکیل سپاه‌های استانی، بهرام حسینی مطلق فرماندهی سپاه استان تهران را برعهده داشت، که با تشکیل سپاه سیدالشهدا، وی در ساختار جدید به‌عنوان نخستین فرمانده این یگان ابقا شد و تا سال ۱۳۹۰ در این جایگاه فعالیت نمود. در آبان‌ماه ۱۳۹۰ سرتیپ‌دوم پاسدار علی نصیری به فرماندهی این سپاه منصوب شد. نصیری نیز تا سال ۱۳۹۶ فرماندهی سپاه سیدالشهدا استان تهران را برعهده داشت. از آذرماه ۱۳۹۶ تا ۱۳۹۷ سرتیپ‌دوم پاسدار سید محمدتقی شاهچراغی به‌عنوان فرمانده سپاه استان تهران فعالیت می‌کرد. در فاصله سالهای ۱۳۹۷ تا ۱۳۹۹ نیز سرتیپ‌دوم حسن حسن‌زاده فرمانده این سپاه بود. از سال ۱۳۹۹ تا ۱۴۰۲ سرتیپ پاسدار احمد ذوالقدر با حکم حسین سلامی فرمانده کل سپاه پاسداران انقلاب اسلامی، فرماندهی سپاه سیدالشهدا را برعهده داشت. وی مدتی در لشکر ۲۷ محمد رسول‌الله فعالیت کرد و فرماندهی نواحی مقاومت شمیرانات و مقداد، جانشینی فرمانده سپاه محمد رسول‌الله تهران بزرگ و معاونت هماهنگ‌کننده قرارگاه ثارالله تهران را در کارنامه خود دارد. از دی‌ماه ۱۴۰۲ نیز قربان‌محمد ولی‌زاده فرماندهی این سپاه را برعهده دارد. وی پیش‌تر به‌عنوان جانشین سپاه سیدالشهدا فعالیت می‌کرد.

## حمله هوایی ۱۴۰۴
در ۲ تیر ۱۴۰۴، سپاه سیدالشهداء و دیگر تأسیسات امنیتی مانند ستاد بسیج، قرارگاه ثارالله، سپاه البرز و فرماندهی حفاظت اطلاعات نیروی انتظامی هدف حملات هوایی اسرائیل قرار گرفت. همزمان دروازه اصلی زندان اوین نیز منهدم شد.